# Епархия Лимейры
 Епархия Лимейры  (лат. Dioecesis Limeirensis) — епархия Римско-Католической церкви с центром в городе Лимейра, Бразилия. Епархия Лимейры входит в митрополию Кампинаса. Кафедральным собором епархии Лимейры является церковь Пресвятой Девы Марии.

## История
29 апреля 1976 года Римский папа Павел VI издал буллу «De superna animarum», которой учредил епархию Лимейры, выделив её из архиепархии Кампинаса и епархии Пирасикабы.
23 декабря 1997 года епархия Лимейры передала часть своей территории в пользу возведения новой епархии Ампару.

## Ординарии епархии
- епископ Aloísio Ariovaldo (Tarcísio) Amaral (29.04.1976 — 14.04.1984)
- епископ Fernando Legal (25.04.1985 — 15.03.1989)
- епископ Ercílio Turco (18.11.1989 — 24.04.2002)
- епископ Augusto José Zini Filho (22.01.2003 — 16.11.2006)
- епископ Vilson Dias de Oliveira (13.06.2007 — по настоящее время)

## Источник
- Annuario Pontificio, Ватикан, 2007
- Булла De superna animarum, AAS 68 (1976), p. 396  (лат.)